# Ulf Boardy
Ulf Tage Boardy, född 13 januari 1925 i Borgsjö församling, Ånge, Västernorrlands län, död 26 mars 2013 i Västra Ämterviks församling, Sunne, Värmlands län, var en svensk arkitekt.
Boardy som var son till stationsinspektor Per Boardy och Ingrid Bogren, avlade studentexamen i Kristinehamn 1944 och utexaminerades från Chalmers tekniska högskola 1949. Han anställdes av AB Vattenbyggnadsbyrån i Göteborg 1950, av arkitekterna Sven Brolid och Jan Wallinder 1952, på Norrbottenskommunernas arkitekt- och byggnadskontor (NAB) i Luleå 1954, av ingenjörsfirman Orrje & Co AB i Luleå 1958, blev stadsarkitekt i Kristinehamn 1960, stadsplanearkitekt i Eskilstuna 1962 och var stadsarkitekt i Eksjö från 1965. Han är i likhet med Börje Stigwall känd för sina insatser för att bevara den äldre trähusbebyggelsen i Eksjö. Boardy tilldelades Eksjö kommuns kulturstipendium 1987 för sina insatser för byggnadskulturen i Eksjö.